# Станиловка
Станило́вка (укр. Станилі́вка) — село на Украине, находится в Погребищенском районе Винницкой области, на границе с Казатинским районом. Длина центральной улицы - 1 километр. Село вытянуто, примерно, на 4 километра с востока на запад. Имеется ряд прудов, 4 небольших леса: Черный, Перелисок, Березина, Клин.
Код КОАТУУ — 0523486801. Население по переписи 2001 года составляет 534 человека. Почтовый индекс — 22214. Телефонный код — 4346.
Занимает площадь 2,56 км².
Усадьба Хоецких была разгромлена в 1918 году.

## Адрес местного совета
22214, Винницкая область, Погребищенский р-н, с. Станиловка, ул. Колхозная, 12; тел. 2-65-24